# David Parland
David Vincent Parland (Suécia, 26 de setembro de 1970 - 19 de março de 2013) foi um guitarrista sueco de death metal, mais conhecido por seu trabalho nas bandas Dark Funeral, Necrophobic e Infernal, todas das quais ele foi um dos membros fundadores.

## Biografia
Ele foi membro do Necrophobic desde sua fundação em 1989, mas deixou a banda em 1995 para se concentrar no Dark Funeral, do qual foi um dos principais membros e um dos fundadores em 1993. Antes de deixar o Necrophobic, Parland havia escrito a maior parte do material para o próximo álbum. Darkside, com o material de Parland intacto, foi lançado pelo Necrophobic em 1997, embora Parland mesmo não tenha participado como músico no álbum.
Parland também comandou o selo de gravadora independente Hellspawn Records (também conhecido como Hellspawn Studio) de 1994 a 2002, em Estocolmo, lançando álbuns de bandas como Abruptum e sua própria banda, Dark Funeral. Após sair do Dark Funeral em 1996, Parland fundou as bandas War e Infernal. Embora tenha se mantido discreto e não tenha estado ativamente envolvido em nenhuma banda desde o segundo término da formação do Infernal em 2003, Parland anunciou em janeiro de 2009 que estava trabalhando em novo material com o baterista Tomas Asklund (Gorgoroth, Dissection, ex-Dark Funeral). Demos e um álbum completo deveriam ser gravados durante 2009. Um EP da banda foi finalmente lançado em 1º de maio de 2010, intitulado The Infernal Return.
Em uma entrevista de outubro de 2012, David Parland explicou as razões pelas quais o Infernal ficou inativo logo após o novo EP, incluindo más condições financeiras, Parland sendo preso e enviado para uma área psiquiátrica para "propósitos de desintoxicação". De acordo com a entrevista, Parland sofreu uma lesão no pescoço em um acidente de carro vários anos antes e só recorreu ao uso de analgésicos. Ele eventualmente se tornou dependente. Além disso, Parland revelou que o Infernal havia se separado de forma definitiva do baterista Tomas Asklund. Parland planejava procurar um baterista profissional de black/death/heavy metal para a gravação do muito planejado e aguardado álbum completo The Infernal Retribution. O álbum estava previsto para ser lançado no final de 2013, de acordo com esta entrevista.
O Infernal nunca gravou o disco. Em 19 de março de 2013, aos 42 anos, David Parland faleceu por suicídio. Em reação à notícia da morte de Parland, o ex-companheiro de banda Lord Ahriman disse: "Durante as últimas semanas, estive em contato próximo com David. Ele estava passando por um momento extremamente difícil na vida, tanto que entrou em contato comigo para pedir minha ajuda. Mesmo que nós dois tivéssemos um relacionamento um tanto complicado ao longo dos anos (muito exagerado pela mídia, no entanto), ele sabia que SEMPRE poderia me ligar ou visitar quando necessário, o que ele também fez de vez em quando. A última vez que falei com ele foi quando ele me ligou em 15 de março. Pelo que pude entender, as coisas estavam indo na direção certa... O que aconteceu depois disso, simplesmente não consigo entender... Não consigo entender POR QUE ele não me ligou [novamente]."

## Crenças
David Vincent Parland era um autodenominado misantropo e nutria desprezo pela religião organizada e "politicamente correto", bem como pela "moralidade senhor–escravo" e outros ideais que se opõem ao individualismo. Ele concordava com muitos aspectos do pensamento satânico, mas não se considerava religioso.

## Bandas
- Necrophobic: guitarra – (1989–1995, 2000) teclados (1993)
- Dark Funeral: guitarra – (1993–1996)
- Infernal: baixo, guitarra, vocais – (1997–2003, 2008–2013)
- Darkwinds (formalmente chamada de Blackmoon) todos os insturmentos, vocais – (2009–2013)

## Discografia

### Com Infernal
- Infernal (EP) (2000) (Hellspawn Records)
- Under Wings of Hell (split) (2002)
- Summon Forth the Beast (EP) (2003) (Hammerheart Records)
- The Infernal Return (EP) (2010) (GoatHorned Productions)

#### Gravações não-lançadas
- Hellhymns, 4-track demo (autumn 2010; to be released by Hellspawn)
- The Infernal Return

### Com Darkwinds
- Demo (unreleased demo) (1994) (as Blackmoon)
- Demo (2009)
- Untitled album (2010)

### Com Necrophobic
- Slow Asphyxiation (1990) (demo)
- Unholy Prophecies (1991) (demo)
- The Call (EP) (1992) (Wild Rags Records)
- The Nocturnal Silence (1993) (Black Mark Production)
- Bloodfreezing (1994) (unreleased demo). Now available for download
- Spawned by Evil (MCD) (1996) (Black Mark Production)
- Satanic Blasphemies (2010) (Regain Records) (Special CD box set with the two first demos and the first EP)

### Com Dark Funeral
- Dark Funeral (EP) (1994) (Hellspawn Records)
- The Secrets of the Black Arts (1996) (No Fashion Records)
- In the Sign... (2000) (Hellspawn Records) (re-release of the self-titled 1994 MCD with 2 Bathory covers as bonus tracks)

### Com War
- Total War (1996/1997) (Necropolis Records)
- We Are...Total War... (2001) (Hellspawn Records) (compilation CD including ’’Total War’’ and 7 tracks from the unofficial "We Are War" album/session released by Necropolis Records)

## Lnaçamentos da Hellspawn Records
- Dark Funeral – Dark Funeral (EP) (1994)
- Abruptum – Evil Genius (1995)
- Von – Satanic Blood (1996/97)
- In Conspiracy with Satan – A Tribute to Bathory (1998) (Com No Fashion Records)
- Infernal – Infernal (MCD) (2000)
- Dark Funeral – In the Sign... (2000)
- Tyrants from the Abyss – Morbid Angel Tribute (2002)
- Deathwitch – Deathfuck Rituals (2002)
- Maze of Torment – The Unmarked Graves (2003)